# Качмарек, Наталья
Наталья Качмарек (пол. Natalia Kaczmarek; род. 17 января 1998 года) — польская легкоатлетка, которая специализируется в беге на короткие дистанции. Олимпийская чемпионка 2020 года в смешанной эстафете 4×400 метров, двукратная чемпионка Европы 2018 и 2024 годов, призёр чемпионата мира 2023 года. 

## Биография
Она выиграла в эстафете 4х400 метров серебряную медаль на чемпионате мира 2018 года в помещении и золотую на чемпионате Европы 2018 года. В том же турнире Качмарек завоевала бронзовую медаль на чемпионате Европы в помещении 2021 года. В мае она завоевала золото в беге на 400 метров на командном чемпионате Европы, соревнования Суперлиги которого проходили в Хожуве, Польша; она выиграла свою вторую золотую медаль в составе польской эстафетной команды 4×400 м.
Качмарек завоевала две медали на летних Олимпийских играх 2020 года: золото в составе польской смешанной эстафетной команды и серебро в составе женской эстафетной команды 4×400 метров. Она также участвовала в индивидуальном забеге на 400 метров, заняв четвёртое место в своем полуфинальном забеге, но не вышла в финал.
В 2021 была признана лучшим спортсменом Нижней Силезии по версии «Газеты Вроцлавской».
В 2023 году на чемпионате мира по лёгкой атлетикев Будапеште Наталья выиграла серебро в беге на 400 метров с результатом 49,57.
В июне 2024 года, на чемпионате Европы, который состоялся в Риме, в забеге на 400 метров Наталья стала победительницей с национальным рекордом 48,98 секунды.  